# شعفة الجبل

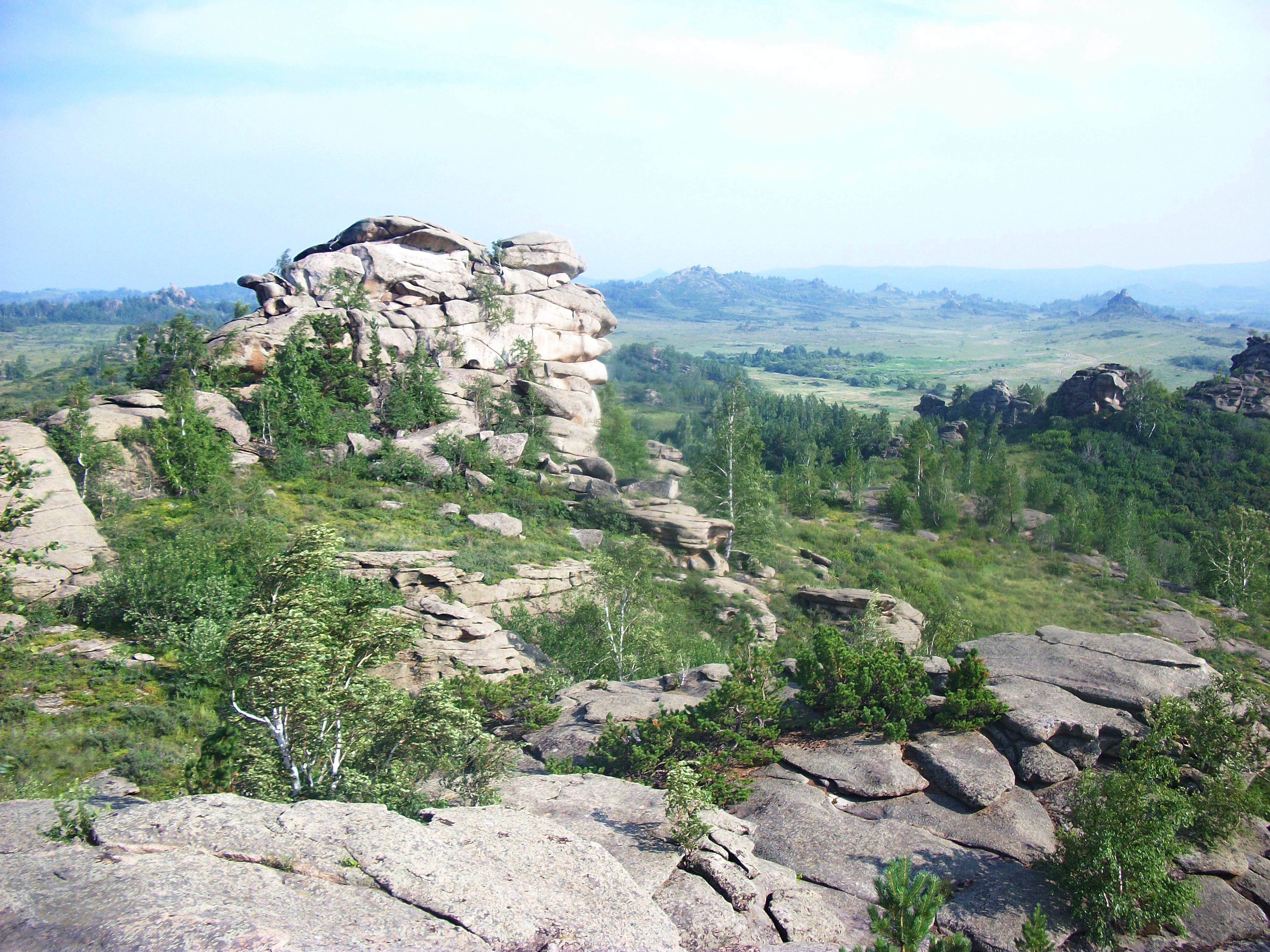
طور في كراي ألطاي، جنوب سيبيريا

شعفة الجبل، (بالإنجليزية: tor)، هو نتوء صخري مرتفع من المنحدرات الناعمة المحيطة به يتواجد في القمم أو النتوءات الجبلية. في جنوب غرب إنجلترا، يستخدم المصطلح أيضًا بشكل شائع للتلال نفسها - لا سيما النقاط المرتفعة في دارتمور في ديفون وبودمين مور في كورنوال.

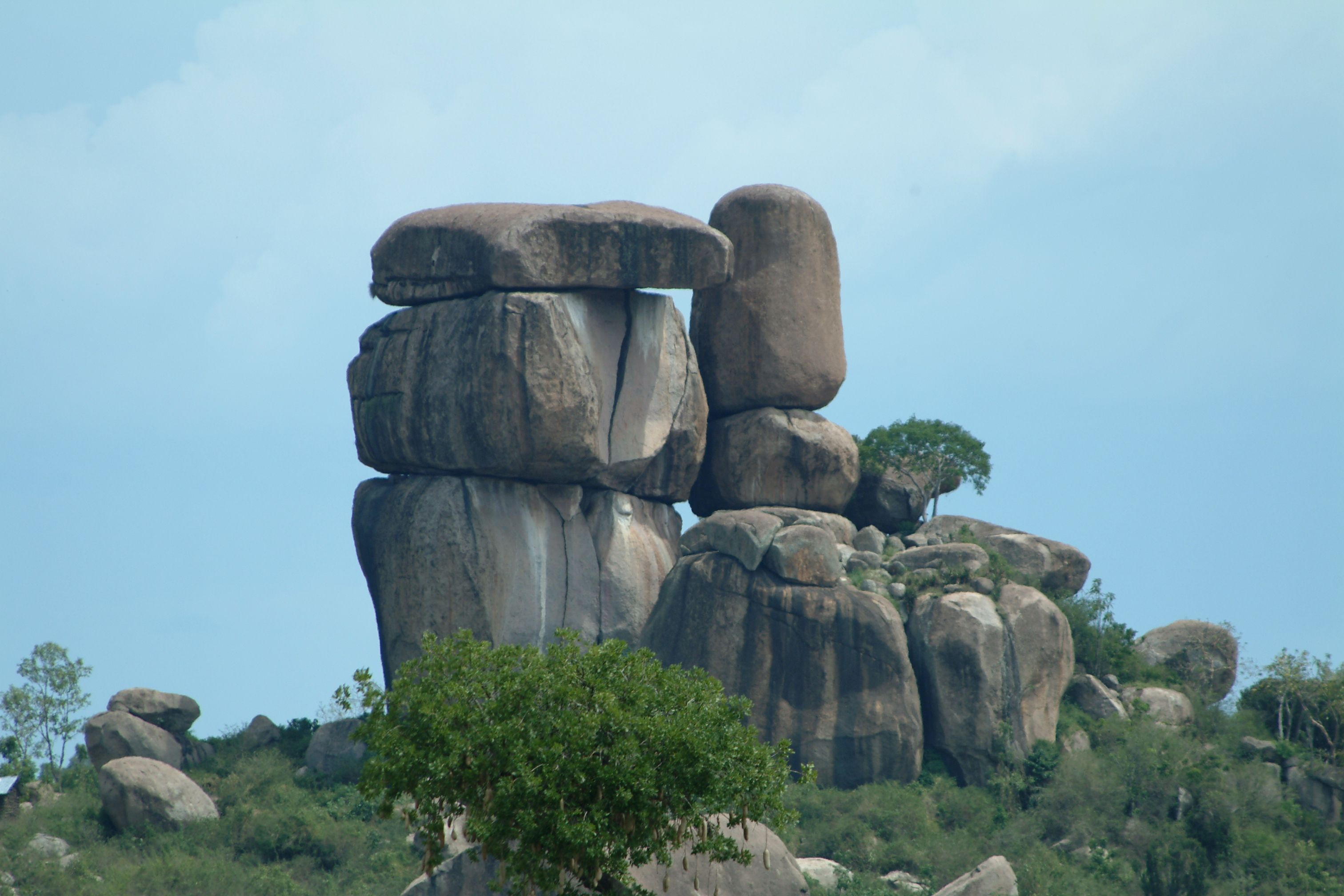
شعفة الجبل بالقرب من كيسومو، كينيا

هي أشكال أرضية ناتجة عن تآكل الصخور وتجويتها؛ تتشكل بالأكثر شيوعا الصوان، وأيضا الشست، الداسيت، الحجر الرملي وغيرها. غالبًا ما تكون الأضلاع أقل من 5 متر (16 قدم) تم اقتراح العديد من الفرضيات لشرح أصلها ولا يزال هذا موضوعًا للنقاش بين الجيولوجيين وعلماء الجيومورفولوجيا والجغرافيين الفيزيائيين. من المحتمل أن تكون الالتفافات قد نشأت عن طريق العمليات الجيومورفية التي اختلفت بشكل كبير في النوع والمدة وفقًا للاختلافات الإقليمية والمحلية في المناخ وأنواع الصخو.